# Присо, Нжонго
Нжонго Лобе Присо Додинг (англ. Njongo Lobe Priso Doding; 24 декабря 1988, Яунде, Камерун) — камерунский футболист, нападающий. Завершил карьеру в 2021 году.
Начал профессиональную карьеру в клубе «Фову Бахам». Затем выступал за мальтийские «Мсида Сент-Джозеф» и «Валлетта» и кипрский АЕК из Ларнаки. В январе 2012 года перешёл в софийский ЦСКА, спустя полтора года перешёл в румынский «Петролул». Выступал за молодёжную сборную Камеруна до 23 лет.

## Биография

### Клубная карьера
Начал профессиональную карьеру в клубе «Фову Бахам», за который выступал с 2005 года по 2007 год в чемпионате Камеруна. В августе 2007 года побывал на просмотре во французском «Нанси». С 2007 года по 2008 год защищал цвета мальтийского клуба «Мсида Сент-Джозеф» из города Мсида в чемпионате Мальты. В сезоне 2007/08 он забил 11 мячей в 20 матчах, также он номинировался на приз лучшего иностранного игрока года на Мальте, вместе с Франком Темиле и Марсело Перейрой.
В июле 2008 года подписал контракт с клубом «Валлетта». В команде взял 30 номер. В ноябре 2008 года был назван лучшим игроком месяца на Мальте. В сезоне 2008/09 «Валлетта» заняла 2 место в чемпионате Мальты, уступив лишь «Хиберниансу». Нжонго Присо забил 15 мячей в чемпионате. Также в этом сезоне он вместе с командой выиграл Суперкубок Мальты, в матче против «Биркиркары» со счётом (2:0).
Летом 2009 года участвовал в квалификации Лиги Европы. В первом раунде команда обыграла исландский «Кеблавик». В первом и втором матче Присо забил по голу в ворота Лассе Йоргенсена. В итоге «Валлетта» выиграла с общим счётом (5:2). В следующем раунде команда уступила по сумме двух матчей ирландскому «Сент-Патрикс Атлетик» (2:1), Присо сыграл лишь в первом матче. В сезоне 2009/10 «Валлетта» завоевала серебряные медали, уступив золото лишь «Биркиркаре». Также в этом сезоне команда завоевала Кубок Мальты, в финале обыграв «Корми» (2:1). Всего за «Валлетту» в чемпионате Мальты он сыграл 49 матчей и забил 22 гола.
Летом 2010 года перешёл на правах аренды в кипрский АЕК из Ларнаки, взяв 9 номер. В команде он дебютировал 30 августа 2010 года в домашнем матче против никосийской «Омонии» (1:2), Присо вышел в начале второго тайма вместо Люка Димека. Первый гол за АЕК он забил 26 февраля 2011 года в матче с «Эрмисом» (1:1), Присо забил гол на 37-й минуте. По итогам сезона 2010/11 АЕК занял 4 место в чемпионате Кипра, что позволило ему играть в Лиге Европы. По окончании сезона Нжонго Присо подписал контракт с АЕКом на правах свободного агента, однако «Валлетта» будет получать процент от любых будущих трансферов. Нжонго также взял новый 21 номер в команде.

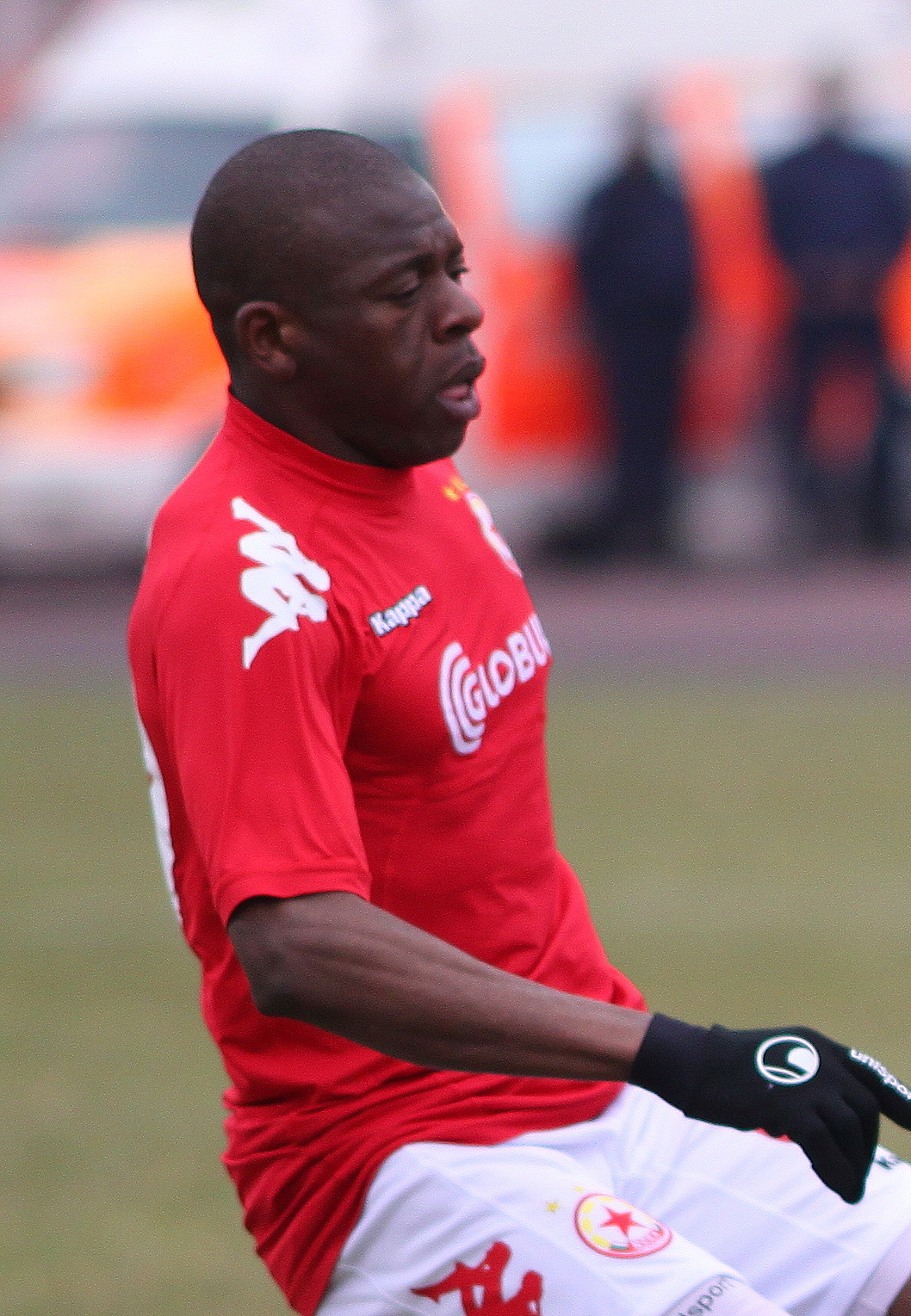
В игре за софийский ЦСКА

В Лиге Европы АЕК стартовал со второго квалификационного раунда в двух матчах против мальтийской «Флорианы». Присо сыграл только в первом, который завершился победой АЕКа со счётом (8:0). В следующем раунде команде попалась чешская «Млада-Болеслав», Присо сыграл в двух матчах, во втором он отличился забитым голом. АЕК победил с общим счётом (5:2). В раунде плей-офф клуб обыграл норвежский «Русенборг» (1:2 по сумме двух матчей) и прошёл в групповой этап. Присо сыграл лишь в одном матче. На групповом этапе АЕК занял последнее 4 место, уступив «Маккаби» из Хайфы, «Стяуа» и «Шальке 04». Нжонго Присо на групповом этапе сыграл во всех 6 матчах.
Всего за АЕК он сыграл в 40 матчах и забил 2 мяча в чемпионате Кипра.
В январе 2012 года перешёл в болгарский ЦСКА из Софии, по данным СМИ клуб заплатил за него 320 000 евро. При чём 20 000 евро пойдут предыдущему клубу — «Валлетте». Присо подписал контракт с ЦСКА сроком на три года. Присо взял 99 номер. В составе команды дебютировал 22 марта 2012 года в чемпионате Болгарии в матче против софийского «Локомотива» (4:0), Присо начал игру в стартовом составе и забил гол на 76-й минуте в ворота Павела Петкова. 25 марта 2012 года в выездном матче против пловдивского «Локомотива» (0:3), Присо забил гол на 58-й минуте и был удалён на 64-й минуте, после перебранки с Даксоном. Из-за этого он получил дисквалификацию на 7 матчей, два за красную карточку и пять из-за борьбы с полицейскими, которая произошла позже. В итоге была подана апелляция срок был сокращён с пяти до двух матчей. По итогам сезона 2011/12 ЦСКА заняло 2 место в чемпионате, уступив лишь «Лудогорецу». Присо сыграл в 11 матчах и забил 3 мяча.
В июле 2012 года Нжонго сыграл в двух матчах второго квалификационного раунда Лиги Европы против словенской «Муры 05» (1:1 ЦСКА уступило за счёт правила гола на выезде). В сезоне 2012/13 ЦСКА заняло 3 место в чемпионате Болгарии, уступив лишь «Левски» и «Лудогорецу». Нжонго Присо провёл 22 матча и забил 1 гол. В Кубке Болгарии 2012/13 провёл 2 матча.
В июле 2013 года перешёл на правах свободного агента в румынский «Петролул» из Плоешти. В команде взял 20 номер. 29 июля 2013 года дебютировал в составе «Петролула» в чемпионате Румынии в домашнем матче против «Пандурия» (1:1), Присо вышел на 87-й минуте вместо Юнеса Хамза. 22 августа 2013 года в Лиге Европы в раунде плей-офф против «Суонси Сити» (5:1), Присо вышел на 57-й минуте вместо Дамьена Буджемаа. В ответном матче «Петролул» выиграл у «Суонси» (2:1), Присо открыл счёт в игре, забил гол на 73-й минуте после паса Гильерме Ситье в ворота Мишеля Ворма.

### Карьера в сборной
В 2007 году выступал за молодёжную сборную Камеруна до 23 лет на Африканских играх в Алжире.

## Достижения
- Серебряный призёр чемпионата Мальты (2): 2008/09, 2009/10
- Обладатель Кубка Мальты (1): 2009/10
- Обладатель Суперкубка Мальты (1): 2009
- Серебряный призёр чемпионата Болгарии (1): 2011/12
- Бронзовый призёр чемпионата Болгарии (1): 2012/13